# Ceyssat
Ceyssat är en kommun i departementet Puy-de-Dôme i regionen Auvergne-Rhône-Alpes i centrala Frankrike. Kommunen ligger i kantonen Rochefort-Montagne som tillhör arrondissementet Clermont-Ferrand. År 2022 hade Ceyssat 694 invånare.

## Befolkningsutveckling
Antalet invånare i kommunen Ceyssat
| Referens: INSEE |